# Singletrail

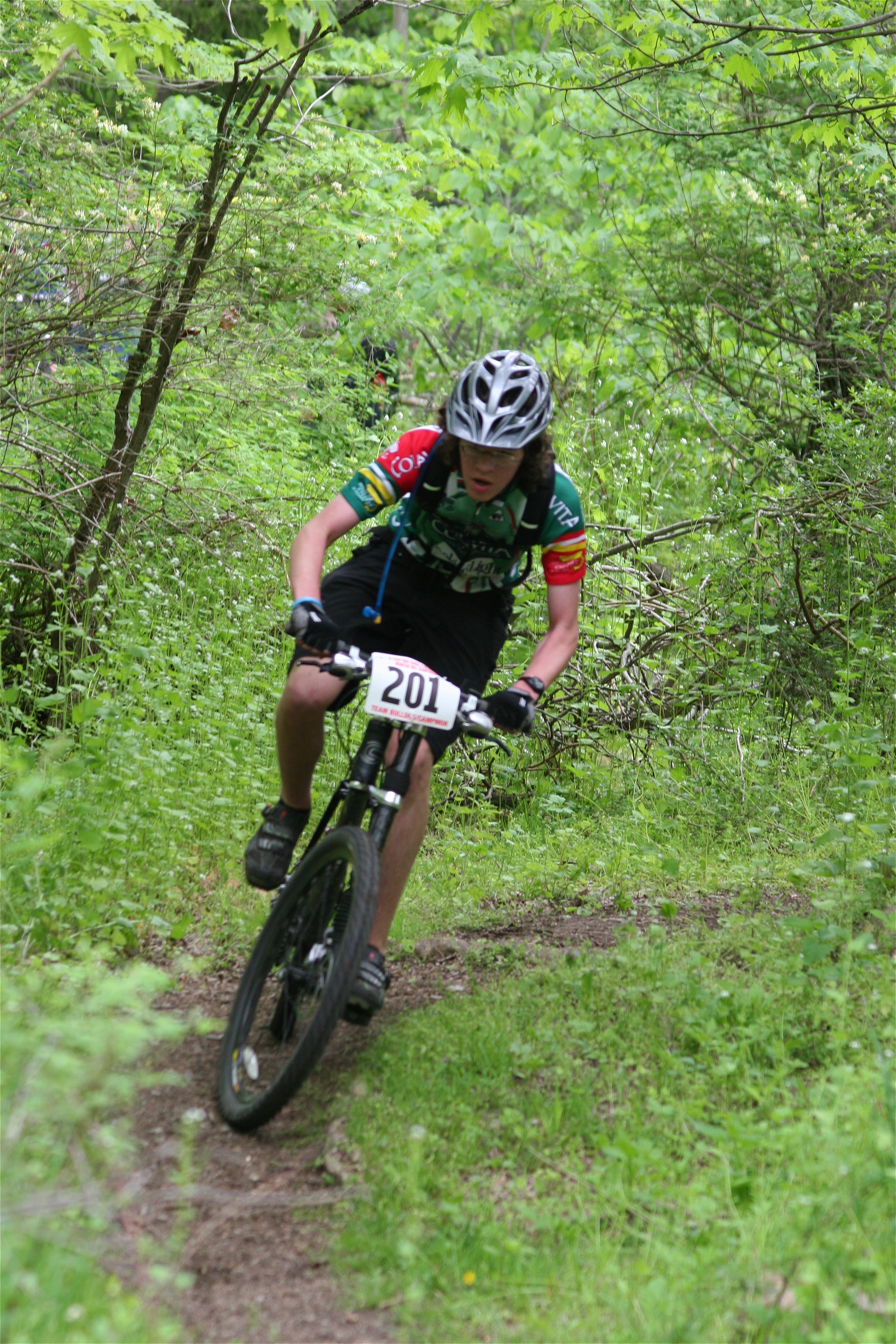
MTB-Fahrer auf einem Singletrail

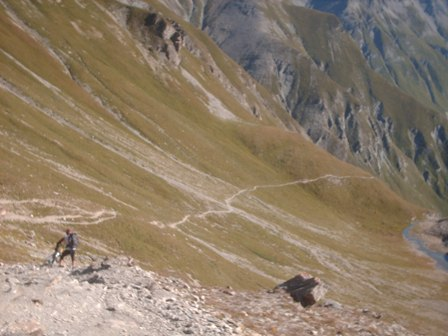
Typischer Singletrail auf einem Alpencross, hier am Fimberpass

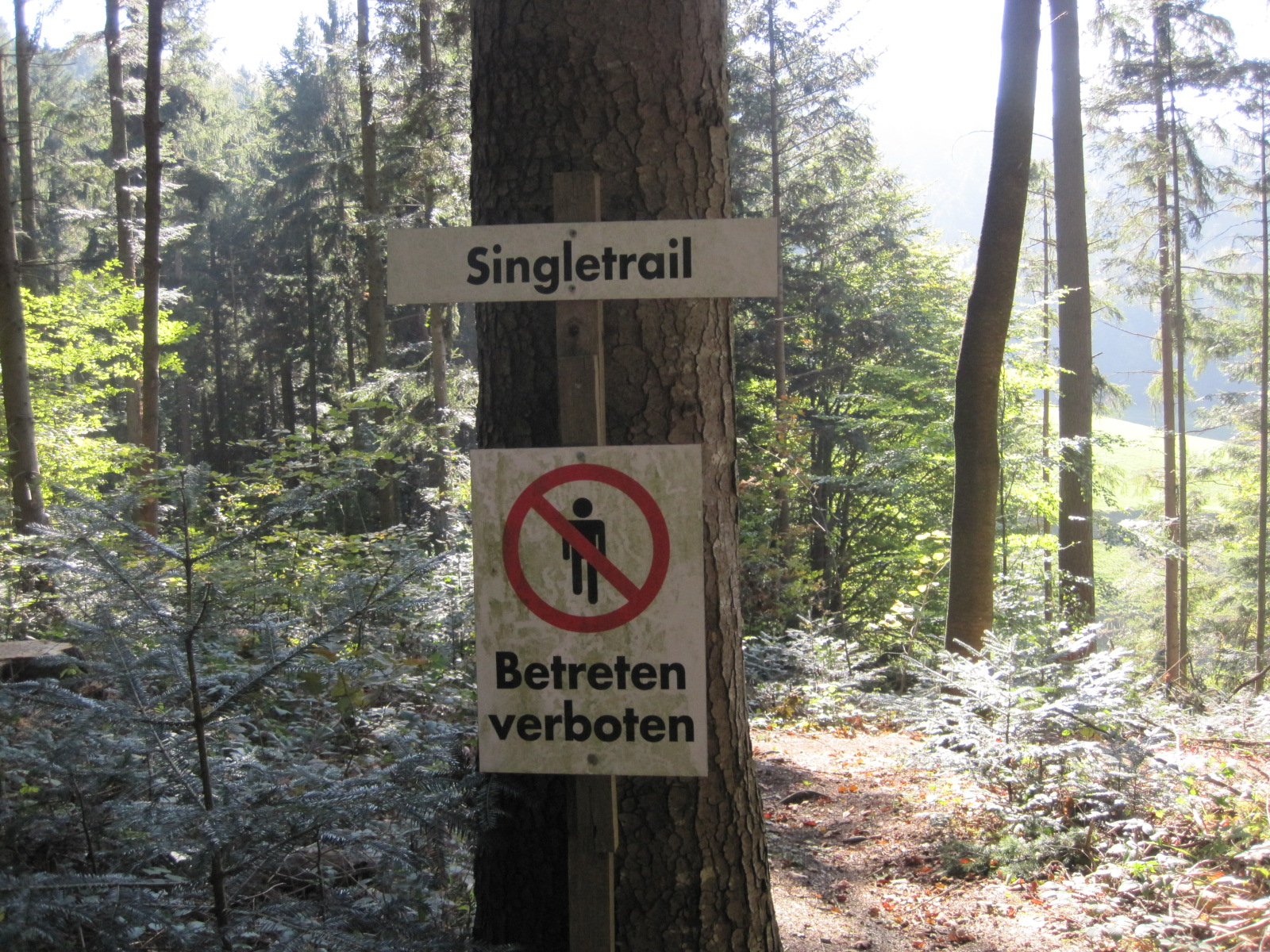
Speziell für Mountainbiker angelegter Singletrail bei Kirchzarten

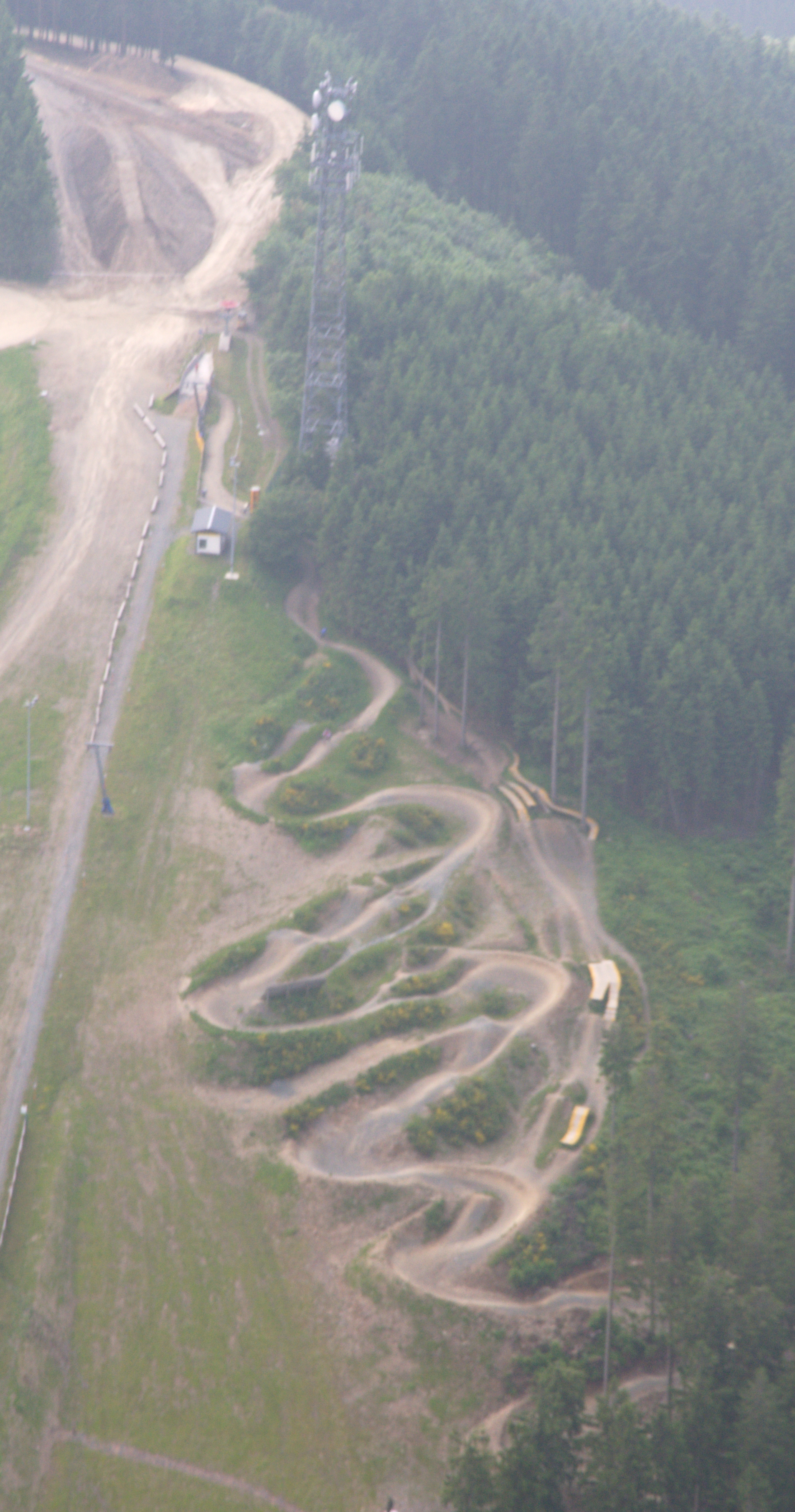
Auch Bikeparks bieten Singletrails, wie hier im Bikepark Winterberg

Der Begriff Singletrail (englisch Singletrack) steht für einen Trampelpfad, der so schmal ist, dass man dort nicht nebeneinander fahren oder laufen kann. Zunächst fand er Verwendung im Bereich des Mountainbike-Sports, in letzter Zeit wird er ebenfalls im Bereich des Trailrunning verwendet. In der Regel sind Singletrails etwa 30 bis 60 cm breit. Oft wird mit dem Begriff auch ein Wanderweg bezeichnet, der für das Mountainbike-Fahren oder Trailrunning genutzt wird.

## Klassifizierung
Da Singletrails recht unterschiedliche Schwierigkeitsgrade aufweisen, gibt es einige Ansätze zur Klassifizierung, analog zu den Schwierigkeitsskalen beim Klettern. Weite Verwendung findet inzwischen die Singletrail-Skala (STS), die von leicht (S0, S1) über mittelschwer (S2) bis hin zu schweren Trails reicht (S3, S4, S5).

## Umweltauswirkungen
Trails sind integraler Bestandteil von Nationalparks und Wäldern. Sie sind notwendig, um Zugang zu und Pflege von abgelegenen Gebieten zu gewährleisten. In Bereichen von höherem Besucherinteresse konzentrieren sie die Auswirkungen auf eine kleinstmögliche Fläche und können so helfen, besonders schützenswerte Bereiche von schädlichen Einflüssen fernzuhalten.
Obwohl die meisten Trails ursprünglich für Wanderer angelegt wurden, zeigt die Mehrzahl der zu diesem Thema durchgeführten Studien, dass sich die Umweltauswirkungen des Mountainbikens auf Trails kaum von denen des Wanderns unterscheiden und deutlich unter den schädlichen Einflüssen von Reitern liegen.
Weit verbreitete Folgen der unsachgemäßen Nutzung von Trails durch Wanderer, Biker und Reiter können sein:
- Vegetationsverlust
- Verdichtung des Mutterbodens
- Bodenerosion
- Veränderung des Ablaufverhaltens von Niederschlagswasser
- nachteilige Änderung der Bedingungen für umliegende Habitate
- Störung und dauerhafte Verdrängung der ansässigen Fauna

Ein weiterer oft beobachteter Effekt ist die Entstehung neuer Trails zur Umgehung besonders beeinträchtigter, beispielsweise verschlammter oder erodierter, Abschnitte. Mittelfristig führt dies zu einer Aufweitung der beanspruchten Fläche und einer Verstärkung der oben genannten Auswirkungen.

## Verbote
Nach § 14 des Bundeswaldgesetzes (BWaldG) der Bundesrepublik Deutschland ist das Befahren von Waldwegen mit dem Fahrrad grundsätzlich erlaubt. In Österreich dagegen ist es nach § 33 Forstgesetz Absatz 3 verboten, wenn es nicht ausdrücklich durch den Besitzer des Weges erlaubt ist.

### Baden-Württemberg
Durch die Zwei-Meter-Regel im § 37.3 des Landeswaldgesetzes in Baden-Württemberg wurde diese Regelung aber verschärft. In diesem Bundesland wird dadurch das Fahrradfahren im Wald auf Wegen unter zwei Metern Breite verboten. Dies kommt einem Fahrverbot auf Singletrails gleich.
Die Deutsche Initiative Mountainbike e. V. (DIMB) hat 2014 gemeinsam mit dem Allgemeinen Deutschen Fahrrad-Club (ADFC)
und den Radsportverbänden eine Petition zur Streichung der Zwei-Meter-Regel mit 58210 Unterschriften beim Landtag von Baden-Württemberg eingereicht. Der Petition wurde nicht stattgegeben. In der Begründung wurde argumentiert, die Zwei-Meter-Regelung würde „im Hinblick auf die Beschränkung des Rechtes auf freie Entfaltung der Persönlichkeit, in Form der Freizeitbeschäftigung gegenüber dem Recht auf Leben und persönliche Unversehrtheit abgewogen und für angemessen beurteilt“.

### Thüringen
Mit dieser Beschränkung des Radfahrens auf Wege mit ≥ 2 Metern Breite nimmt das Bundesland Baden-Württemberg bundesweit eine Sonderstellung ein. Im Freistaat Thüringen wurde eine solche Regelung wieder abgeschafft.

## Beispiele
Durch die europäischen Alpen führen einige bekannte Mountainbike-Routen, die als Alpenüberquerung angelegt sind und weitgehend aus langen Singletrails in hochalpiner Landschaft modular zusammengesetzt sind:
- Albrecht-Route
- Joe-Route
- Heckmaier-Route